# Speyergau

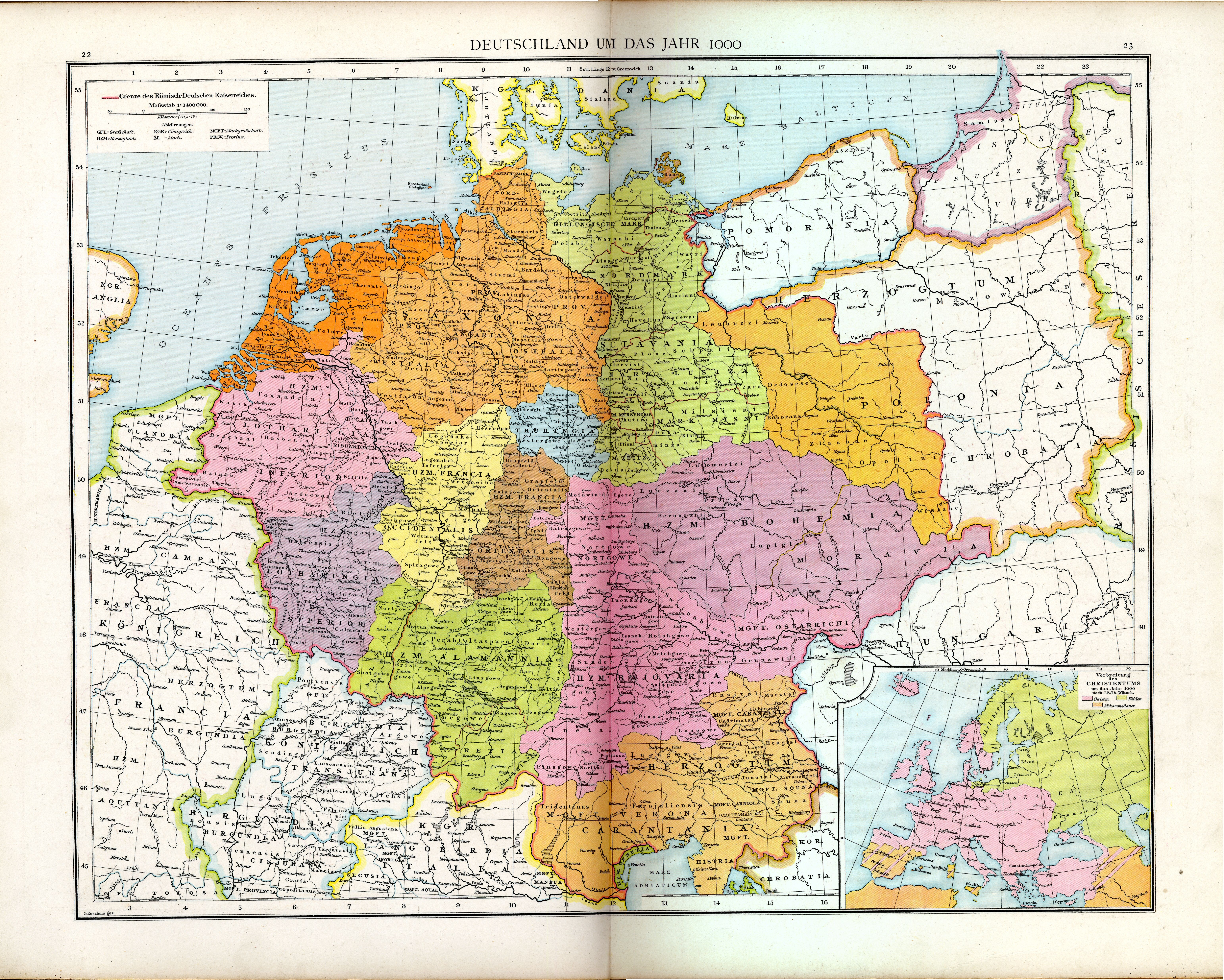
Karte der Gaue im Heiligen Römischen Reich um das Jahr 1000, der Speyergau ist als Spiragowe eingezeichnet

Der Speyergau (Spiragowe) war im Mittelalter eine Gaugrafschaft, die sich in der Umgebung der Stadt Speyer erstreckte. Er zählte zu den zentralen Besitzungen der Salier. Das Gebiet des Speyergaus entsprach etwa dem der heutigen Vorderpfalz einschließlich Weißenburgs und eines Gebietsstreifens südlich der Lauter im heutigen Elsass sowie des östlichen Pfälzerwaldes. Die Nordgrenze zum Wormsgau verlief jedoch unmittelbar nördlich von Bad Dürkheim zum Rhein.

## Grafen im Speyergau
1. Werner, auch Wernher, († wohl 920) Graf im Nahegau, Speyergau und Wormsgau um 890/910, ⚭ NN aus dem Haus der Konradiner
2. Konrad der Rote (X 955), dessen Sohn, Graf im Nahegau, Speyergau, Wormsgau und Niddagau, Graf in Franken, Herzog von Lothringen, ⚭ um 947 Liutgard von Sachsen (* 931, † 953) Tochter des Königs Otto I. (Liudolfinger)
3. Otto „von Worms“ († 1004), dessen Sohn, Graf im Nahegau, Speyergau, Wormsgau, Elsenzgau, Kraichgau, Enzgau, Pfinzgau und Ufgau, Herzog von Kärnten
4. Konrad II. der Jüngere (* wohl 1003, † 1039), dessen Enkel, Graf im Nahegau, Speyergau und Wormsgau, Herzog von Kärnten (1036–1039)

## Landvögte im Speyergau
- Graf Friedrich von Leiningen, 1205 bezeugt
- Graf Friedrich III. von Leiningen, ab 1275 bezeugt
- Graf Friedrich IV. von Leiningen, Vater des Speyerer Bischofs Emich von Leiningen, 1301 bezeugt
- Raugraf Georg, 1304–1309 im Amt, missbrauchte seine Position für Erpressungen, woraufhin König Heinrich VII. die Vorfälle untersuchen ließ
- Georg I. von Veldenz-Geroldseck, Schwiegersohn des vorigen, Bruder des Speyerer Bischofs Walram von Veldenz, war 1309/15 Landvogt im Speyergau
- Otto V. von Ochsenstein, † 1327, 1291/1302 Landvogt der Ortenau, 1315/27 Landvogt im Elsass, 1315 Landvogt im Speyergau
- Albrecht Hummel von Lichtenburg, 1335 bezeugt
- Otto VI. von Ochsenstein, Landvogt im Elsass und Speyergau, † vor 1377
- Pallas Schliederer von Lachen (der Ältere), belegt 1452[1]